# 克孜勒山國家公園
38°03′03″N 31°22′13″E / 38.05083°N 31.37028°E

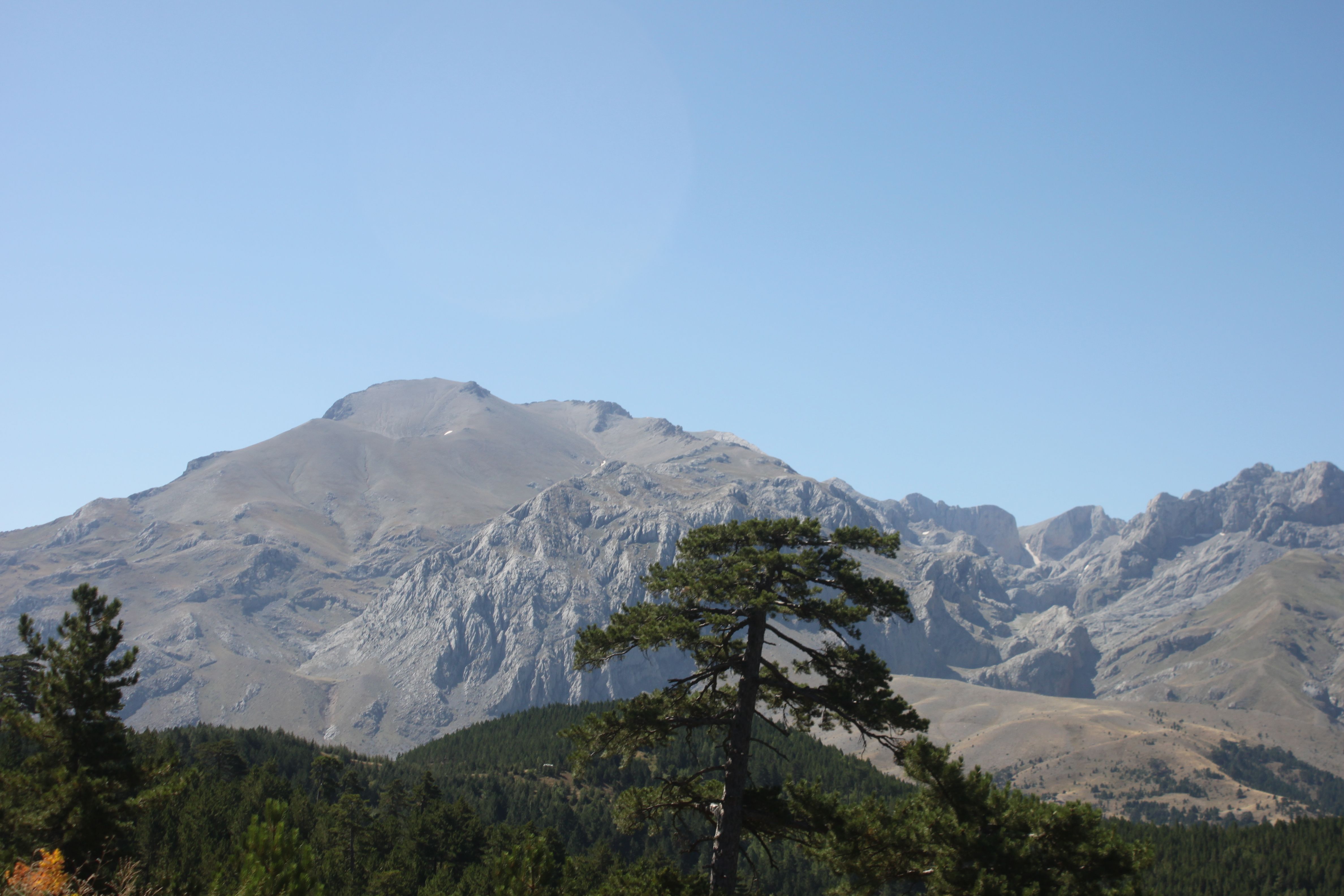

克孜勒山國家公園是土耳其的國家公園，位於該國南部厄斯帕爾塔省，處於首都安卡拉西南250公里，成立於1969年5月19日，面積551平方公里。